# Füzesszentpéter

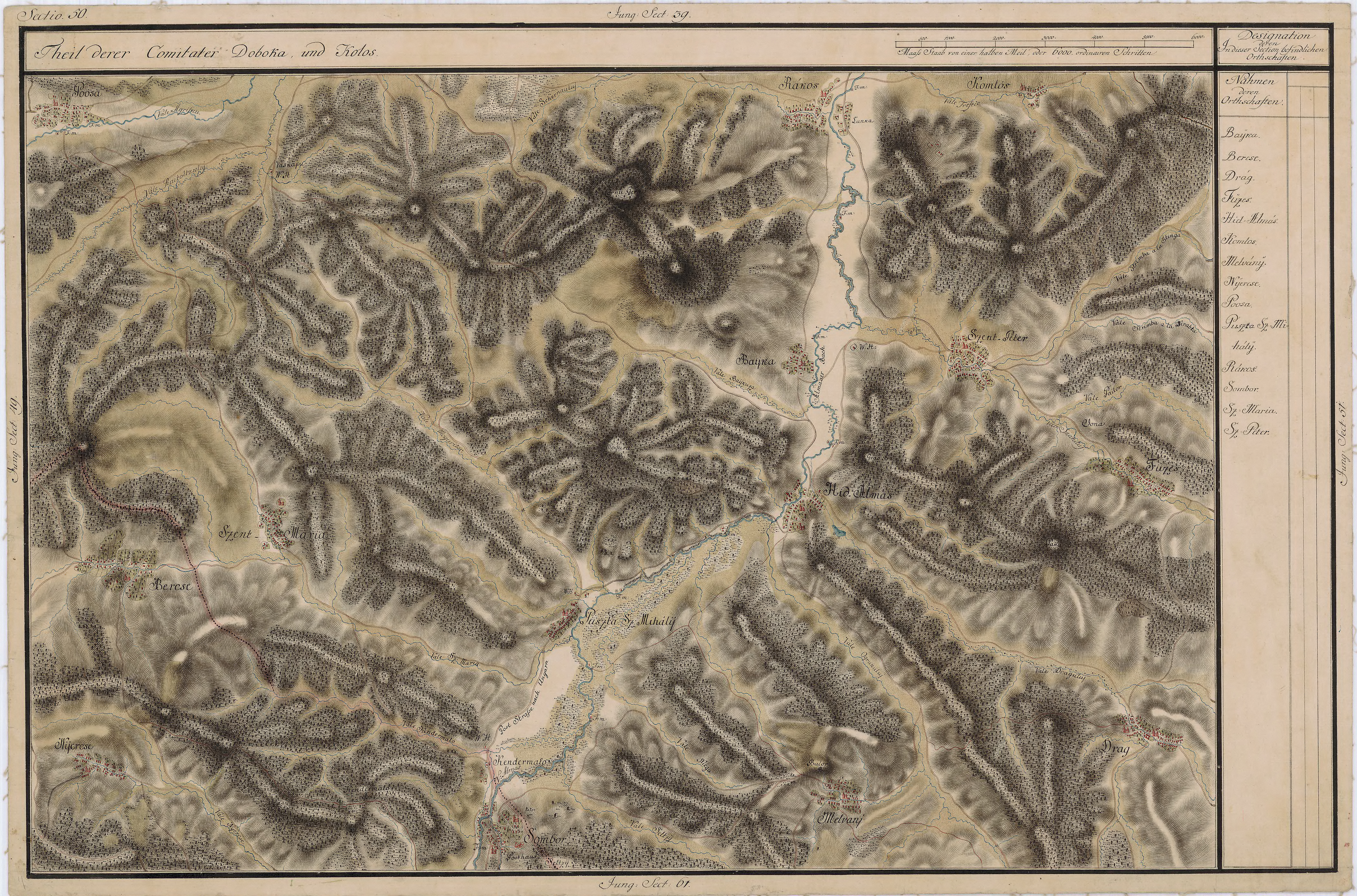
Füzesszentpéter környéke 1769-1773 között

Füzesszentpéter település Romániában, Szilágy megyében.

## Fekvése
Csákigorbótól délre, Bányika, Füzes és Komlósújfalu között, egy keletről nyugat felé nyíló szűk völgyben, A Simba patak partján - mely a falu alatt ömlik az Almás vizébe - fekvő település.

## Nevének eredete
Nevét Szent Péterről elnevezett temploma után kapta.

## Története
Füzesszentpéter és környéke már az ősidőkben lakott hely volt. 
Első ismert birtokosai a Szil (Zyl) várjobbágy nemzetség tagjai voltak.
1312-ben birtokosai a Szil nemzetség-ből származó Gotthárd fia Péter, valamint Nemes János és fia Péter voltak, akik birtokukat átengedték a Szil nemzetségbeli Kalocsai Olivér fiának Kalácsnak (Kalach).
1400-as évek elejétől Drági birtok volt, és a Drágiak és örököseik birtoka volt még 1544-ben is.
1577-ben Gyulaffi László birtoka, s a Gyulaffi családnak még 1635-ben is volt itt birtokrésze.
1602 körül az oklevelek megerősített várát is említik a településnek, mely a fennmaradt adatok alapján még 1620-ban is állt.
1680 körül a Vitéz család és rokonságuk birtoka volt még 1721-ben is, ekkor azonban itteni részbirtokát Keczeli Istvánnak adta el.
1837-ben gróf Andrássy, báró Henter, Illés,, Könczeyné, Brencsán, Pap, Czikó családok birtoka volt.
1887-ben körjegyzői székhely volt.
Egykor a község határában állt a Szent Katalinról elnevezett görögkeleti monostor is.
1891-ben 1061 lakosa volt, ebből 1 római katolikus, 1025 görögkeleti, 11 református, 22 izraelita, 2 örmény katolikus volt.
Füzesszentpéter a trianoni békeszerződés előtt Szolnok-Doboka vármegye Csákigorbói járásához tartozott.

## Nevezetességek
Görög keleti fatemploma nagyon régi, Péter és Pál apostolok tiszteletére szentelték fel. 1719-ben festették újra.

## Népviseletek, népszokások
A férfiak öltözete az 1800-as évek végén: házi vászoning és bő lábravaló, bocskor, szalmakalap, fekete "czondra", télen báránybőr mellény, fehér harisnya, fekete báránybőr sapka. 
A tehetősebbek báránybőrből készült veres és zöld bőrrel díszített ujjast (kozsok, bunda) hordtak?
A nők öltözete házilag készült kendervászon alsó és felső ing, két szőrkötő (katrincza) és ezek majdnem kivétel nélkül mezítláb jártak nyáron; míg télen piros csizmát, rövid mellrevalót (mellényt) és fekete czondrakabátot (szokmány) viseltek, ünnepeken szőr vagy kartonszoknya, nagykendő, több soros színes üveggyöngy díszítette nyakukat, mely veres irhával, selyemmel varrott rövid mellrevalójukra csüngött le.